# Jerkiebułan Szynalijew
Jerkiebułan Kurmachanowicz Szynalijew (ur. 7 października 1987) – kazachski bokser, brązowy medalista olimpijski, brązowy medalista mistrzostw świata.
Występuje na ringu w wadze półciężkiej. Zdobywca brązowego medalu w igrzyskach olimpijskich w Pekinie w 2008 roku. 
Brązowy medalista mistrzostw świata w 2007 roku w Chicago.